# Salar de Culpina
Der Salar de Culpina (auch nur: La Laguna) ist ein endorheischer See in Bolivien.

## Geografische Lage
Der Salar de Culpina liegt im Süden Boliviens auf einer Höhe von 2936 m im abflusslosen Becken von Culpina im Municipio Culpina in der Provinz Sud Cinti. Das Becken von Culpina wird im Osten und Süden durch die Täler des Río Pilaya begrenzt, im Westen durch den Río Tumusla im Längstal von Camargo.

## Beschreibung
Je nach Niederschlagsaufkommen und Jahreszeit schwanken das Volumen und die Oberfläche des Sees, so dass die Flächenangabe von 7,8 km² und der Umfang von 11,5 Kilometern nur Durchschnittswerte sind. Der abflusslose See hat nur eine geringe Tiefe und auf Grund der hohen Verdunstung bei geringen Niederschlägen einen hohen Salzgehalt. Der See wird in erster Linie durch den Río Culpina gespeist, der aus der nordwestlichen Gebirgsumrandung kommend zum Salar de Culpina hin entwässert.
Der See ist nach Norden und Osten hin durch kleinparzelligen Feldbau eingerahmt, die genutzte Anbaufläche erstreckt sich über eine Fläche von etwa 5 km × 15 km.

## Bildergalerie

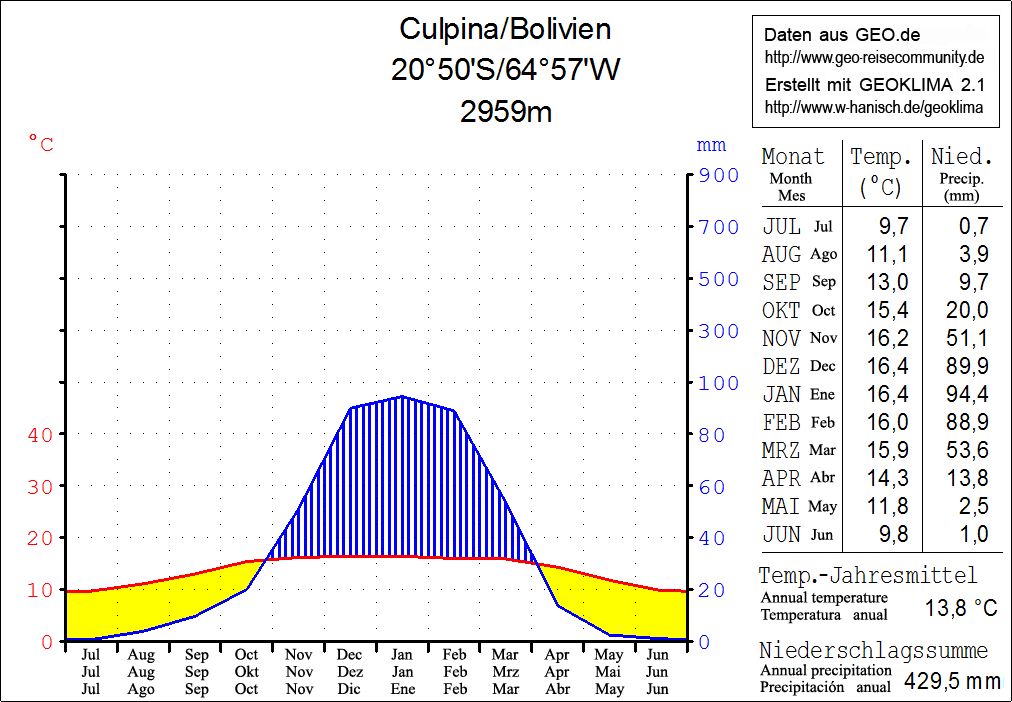
Klimadiagramm Culpina
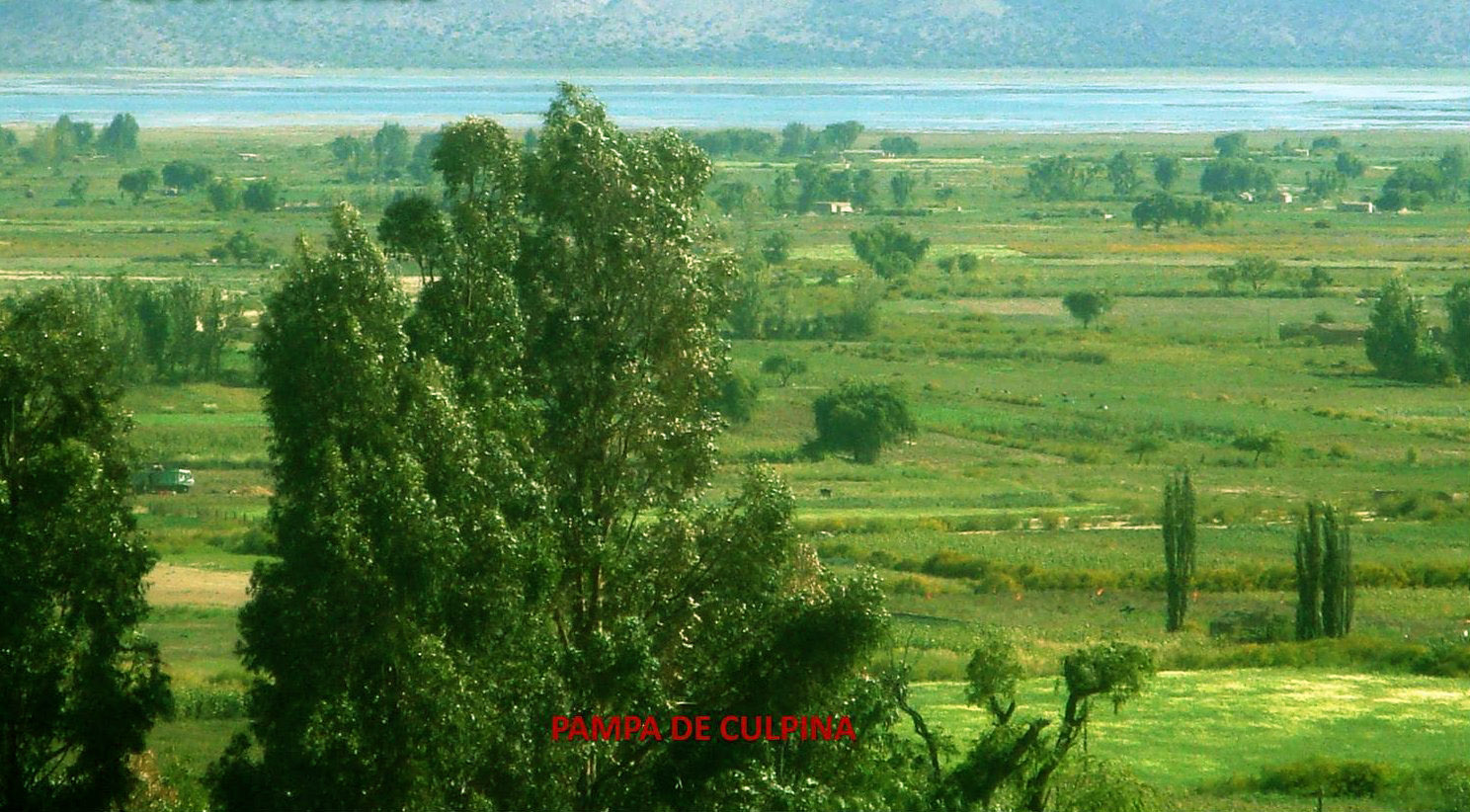
Blick über die Ebene von Culpina auf den Salar de Culpina
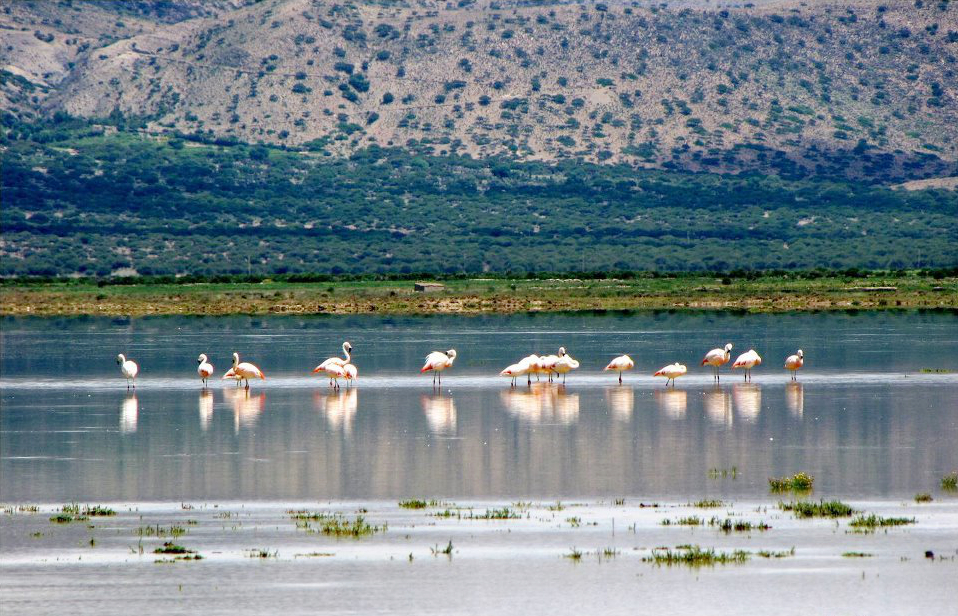
Flamingos auf dem Salar de Culpina